# Six Femmes pour l'assassin
Pour plus de détails, voir Fiche technique et Distribution.
Six Femmes pour l'assassin (Sei donne per l'assassino) est un film ouest-germano-franco-italien réalisé par Mario Bava, sorti en 1964.
L'intrigue retrace les meurtres brutaux des mannequins d'une maison romaine de haute couture, commis par un tueur masqué dans une tentative désespérée d'obtenir un journal intime révélant un scandale. Après La Fille qui en savait trop du même réalisateur, Six Femmes pour l'assassin est l'acte de naissance officiel du giallo, avec une mise en scène haute en couleurs contrastées et la mise en vedette d'un meurtrier en série, vêtu d'un chapeau, d'un masque et d'un imperméable mackintosh sombre, avec une arme brillante dans sa main gantée de noir. Titre séminal de l’histoire du cinéma criminel, il a inspiré des cinéastes tels que Martin Scorsese et Pedro Almodóvar, et le film figure sur plusieurs listes des meilleurs films d'angoisse, d'horreur et d'épouvante.

## Synopsis
L'atelier « Christian » est une maison de haute couture très réputée qui a pour cadre un véritable petit château dont la propriétaire, la Comtesse Cristina Cuomo, est également la directrice de l'établissement. Elle est associée à Massimo Morlacchi, un homme d'apparence austère qui s'occupe essentiellement de la partie administrative. La Comtesse, veuve, a hérité de son mari décédé dans un accident de voiture. Elle a pour employés deux modélistes : Cesare et Marco, et une dizaine de modèles. Les ennuis commencent lorsque Cristina découvre le cadavre d'Isabella, l'un de ses mannequins, dans une armoire.
L'inspecteur Silvestri arrive immédiatement sur les lieux pour interroger les personnes présentes. Il découvre qu'Isabella était la maîtresse de l'antiquaire Franco Scalo, un consommateur de cocaïne qu'elle essayait de désintoxiquer. Peu après, l'une des mannequins, Nicole - qui se trouve être la maîtresse actuelle de Scalo - trouve le journal intime d'Isabella, qui contient des révélations compromettantes pour tout le monde. Elle se résout à le donner à la police, mais sa collègue Peggy le vole pendant un défilé de mode. Cette nuit-là, Nicole se rend dans le magasin de Scalo pour lui fournir de la cocaïne lorsqu'elle est traquée par le meurtrier, qui la tue en lui enfonçant un gant à pointes dans le visage. Le personnage fouille le cadavre et son sac à main à la recherche du journal intime, mais ne le trouve pas.
Pendant ce temps, Marco, le styliste toxicomane, accompagne chez elle Peggy, dont il est secrètement amoureux. Peggy reçoit un appel téléphonique de l'inspecteur Silvestri, qui l'informe de la disparition de Nicole et lui demande un rendez-vous urgent pour clarifier la situation. Peggy, effrayée, repousse Marco et, restée seule, brûle le journal d'Isabella. Avant l'arrivée de l'inspecteur, le meurtrier s'introduit dans la maison du mannequin à la recherche du journal intime. Le meurtrier assomme Peggy et l'attache à une chaise. Ne trouvant pas le journal, il la torture en lui brûlant la main contre un poêle. Peggy parvient à arracher la capuche du tueur, mais il lui brûle également le visage, ce qui entraîne sa mort inexorable.
L'inspecteur convoque au commissariat tout l'entourage de l'atelier : Scalo, le marquis Morelli, Marco, Massimo Morlacchi et Cesare Lazzarini, un autre styliste. Par précaution, il décide de mettre tout le monde en détention. Mais parallèlement, Greta découvre le corps de Peggy, caché dans le coffre de sa voiture. Désemparée, elle traîne le corps dans la maison mais trouve le meurtrier qui l'attend et l'étouffe avec un oreiller. Après cet événement, l'inspecteur Silvestri est obligé de relâcher tous les suspects.
À l'atelier, Morlacchi descend dans la cave et est immédiatement rejoint par la comtesse Cristiana. La femme avoue à Morlacchi qu'elle a tué Greta afin de lui fournir un alibi. Morlacchi, en effet, est l'auteur des trois premiers meurtres. Morlacchi et Cristiana sont amants. Morlacchi avait tué le mari de Cristiana et était victime d'un chantage de la part d'Isabella. Morlacchi convainc Cristiana que, bien que le journal ait été détruit, ils doivent commettre un autre meurtre pour satisfaire l'hypothèse de Silvestri. Plus tard dans la nuit, Cristiana noie un cinquième mannequin, la voluptueuse Tao-Li, dans sa baignoire. Pour l'impliquer en tant que meurtrière, elle laisse le masque, le chapeau et le manteau éparpillés dans la salle de bains et taillade les poignets de Tao-Li avec un rasoir, faisant passer sa mort pour un suicide. Cristiana s'apprête à quitter l'appartement lorsqu'elle est interrompue par un violent coup frappé à la porte d'entrée. Elle s'échappe par une fenêtre du deuxième étage et descend le long d'un tuyau d'évacuation qui tombe sous son poids, la plaquant au sol.
Dans la maison de couture, Morlacchi fouille avec enthousiasme dans le bureau de Cristiana à la recherche de ses bijoux. Cristiana, ensanglantée et meurtrie, entre dans la pièce, réalisant maintenant que leur mariage n'était qu'un moyen pour lui de devenir l'héritier de sa fortune. Il s'était fait passer pour le meurtrier qui frappait à la porte de Tao-Li, et sachant comment Cristiana allait tenter de s'échapper, il a délibérément saboté le tuyau d'évacuation. Morlacchi tente de l'amadouer, mais elle le tue d'un coup de revolver. Après avoir appelé la police et demandé Silvestri, Cristiana, mortellement blessée, s'effondre à côté du corps de Morlacchi.

## Fiche technique
Sauf indication contraire, les informations mentionnées dans cette section peuvent être confirmées par la base de données cinématographiques Unifrance,  présente dans la section « Liens externes ».
- Titre français : Six Femmes pour l'assassin ou L'Atelier de la peur ou Assassinat dans la Haute Couture
- Titre original : Sei donne per l'assassino
- Titra allemand : Blutige Seide
- Réalisation : Mario Bava assisté de Priscilla Contardi et Cristina Grieco
- Scénario : Marcello Fondato, avec la collaboration de Giuseppe Barilla et Mario Bava
- Photographie : Ubaldo Terzano, Mario Bava
- Montage : Mario Serandrei (sous le nom de « Mark Suran »), assisté de Lina Caterini
- Musique : Carlo Rustichelli
- Son : Vittorio Trentini
- Décors : Arrigo Breschi
- Costumes : Tina Grani
- Maquillage : Emilio Trani
- Producteurs : Alfredo Mirabile, Massimo Patrizi, Georges Stilly et Georges de Beauregard
- Sociétés de production : Emmepi Cinematografica, Les Productions Georges de Beauregard et Monachia Film
- Sociétés de distribution :
  - Italie : Unidis
  - France : Les Films Cosmopolis-Marbeuf
- Pays de production :  Italie,  France,  Allemagne de l'Ouest
- Langue originale : italien
- Format : Couleurs - 1,78:1 - Son mono - 35 mm
- Genre : giallo
- Durée : 88 minutes
- Dates de sortie : 
  - Italie : 14 mars 1964
  - Allemagne de l'Ouest : 27 novembre 1964
  - France : 30 décembre 1964

## Distribution
- Eva Bartok (VF : Martine Sarcey) : la comtesse Cristina Cuomo
- Cameron Mitchell (VF : Jacques Dacqmine) : Massimo  Morlacchi
- Mary Arden (VF : Sophie Leclair) : Peggy Peyton
- Massimo Righi (VF : Hubert Noël) : Marco
- Thomas Reiner (VF : Bernard Dhéran) : l'inspecteur Silvestri
- Arianna Gorini (VF : Arlette Thomas) : Nicole
- Dante Di Paolo : Franco Scalo
- Franco Ressel (VF : René Bériard) : le marquis Riccardo Morelli
- Claude Dantes : Tao-Li
- Luciano Pigozzi : Cesare Lazzarini
- Lea Lander (VF : Claude Chantal) : Greta (créditée Lea Krugher)
- Francesca Ungaro : Isabelle
- Giuliano Raffaelli : l'inspecteur adjoint Zanchin
- Harriet Medin (en) : Clarice
- Mara Carmosino : un mannequin
- Enzo Cerusico : le pompiste
- Nadia Anty : un mannequin
- Heidi Stroh (de) : un mannequin
- Goffredo Unger : le tueur masqué
- Calisto Calisti (it) : Charles, le majordome

## Production

### Genèse et style
En Allemagne de l'Ouest, un genre cinématographique appelé krimis - des films policiers inspirés des œuvres d'Edgar Wallace - devient populaire au début des années 1960. Le premier film de cette série est La Grenouille attaque Scotland Yard sorti en 1959,. Ces films sont d'abord réalisés en noir et blanc, puis sont tournés en couleur et sont exploités en Italie. L'historien du cinéma italien Stefano Baschiera a parlé de leur influence sur le cinéma italien, notant que le cinéma populaire italien a tenté de créer son propre style de krimi, comme il l'avait fait avec les films d'horreur britanniques de la Hammer et les films de genre américains, en « utilisant leur imagerie 'testée' afin de satisfaire la demande d'un marché national ». En 1958, Le Cauchemar de Dracula de Terence Fisher est un jalon qui marquera durablement l'épouvante en Italie. Cela entraîne une hausse de la popularité des romans de poche, des bandes dessinées et des romans-photos dans les genres de l'horreur, du mystère et du crime, avec une touche d'érotisme,.
L'historien et critique de cinéma italien Roberto Curti décrit l'intrigue de Six Femmes pour l'assassin comme étant inspirée des thèmes de ces romans, et adaptant des éléments du krimi, avec un « méchant mystérieux aux tendances sadiques » que l'on retrouve dans des films comme Le Vengeur défie Scotland Yard de Karl Anton ou Le Crapaud masqué de Franz Josef Gottlieb. Bava avait déjà utilisé les ingrédients de suspense et d'érotisme dans ce qui est considéré comme le premier giallo, La Fille qui en savait trop, où une femme est témoin d'un meurtre et devient la cible d'un tueur en série, et le court-métrage Le Téléphone dans son film à sketches Les Trois Visages de la peur, dans lequel une prostituée est victime d'un chantage alors qu'elle se déshabille pour la nuit,,. Le terme giallo, qui signifie « jaune » en italien, est dérivé d'Il Giallo Mondadori, une longue série de romans policiers et de mystère identifiables par leur jaquette jaune uniforme et distinctive. Le terme est utilisé en Italie pour décrire tous les romans policiers et de suspense. Les critiques francophones utilisent le terme dans son acception plus spécifique d'une mise en scène qui s'attache plus à l'esthétique et aux détails macabres du meurtre plutôt que de la résolution de l'intrigue ou des éléments de procédure policière.
Tim Lucas, un biographe de Bava, a estimé que La Fille qui en savait trop était un hommage pince-sans-rire aux romans giallo, tandis que Le Téléphone est plus proche de ce qui allait devenir le style traditionnel du cinéma giallo, bien que dans une durée réduite. Curti a décrit Six Femmes pour l'assassin comme étant principalement une succession de scènes violentes et érotiques qui sont « de plus en plus élaborées et spectaculaires » au fur et à mesure que le film avance, et que Bava a poussé ces éléments à l'extrême,. Curti remarque que le film a été présenté comme un whodunit en Italie, mais qu'il différait à la fois de ce genre et des krimis de l'époque, notamment par son manque d'humour et l'absence d'indices sur l'identité du meurtrier.

### Développement

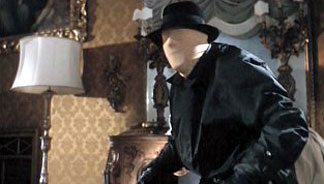
Le tueur dans une scène du film.

Avant de réaliser Six Femmes pour l'assassin, Mario Bava a réalisé plusieurs films destinés aux marchés étrangers, dont Le Masque du démon, La Ruée des Vikings, La Fille qui en savait trop et Les Trois Visages de la peur,. Ces films sont principalement produits par la société de Lionello Santi, Galatea Film, qui suspend ses activités en 1964 en raison de difficultés financières. Cela a obligé Bava à passer de producteur en producteur pour le reste de sa carrière, ce qui l'a laissé « pas toujours satisfait des résultats » selon Curti. Bava commence à travailler sur Six Femmes pour l'assassin sous le titre de travail de L'atelier della morte pour Emmepi Cinematografica, une petite société fondée le 27 novembre 1962, qui n'avait produit que quatre films et avait apporté une contribution mineure au Masque du démon ; Six Femmes pour l'assassin est le seul film où Emmepi est investisseur majoritaire. Selon des documents ministériels, Bava a signé le contrat pour travailler sur le film en date du 16 mars 1963.
Le film a un budget plus modeste que les précédents films d'épouvante de Bava, estimé à 180 millions de lires italiennes, dont 141,755 millions sont utilisés pour la production ; par comparaison, Le Masque du démon avait un budget de 205 millions de lires. Emmepi a conçu le film comme une coproduction avec la France et l'Allemagne de l'Ouest, les quotas d'investissement respectifs étant de 50 % (Italie), 20 % (France) et 30 % (Allemagne de l'Ouest). Le producteur français est Georges de Beauregard, qui travaillera sur des productions allant d'À bout de souffle et Le Petit Soldat de Jean-Luc Godard à des coproductions de films de genre comme Goliath et l'Hercule noir ou Le Vampire de Düsseldorf. D'après des documents conservés aux Archives d'État de Rome, la plus grande contribution de De Beauregard au film a été de faire appel aux services de son attaché de presse (et futur réalisateur) Bertrand Tavernier en tant qu'assistant réalisateur. Tavernier a rejeté cette affirmation en déclarant que « ces documents italiens sont basés sur des escroqueries. Des noms français étaient nécessaires pour la coproduction. Je ne suis jamais allé en Italie et je n'ai rencontré personne impliqué dans ces films ». Tavernier finit en disant que sa contribution au film se bornait à « lire le scénario de Six Femmes pour l'assassin de Mario Bava et [à avoir son] nom figurer au générique ». Le coproducteur ouest-allemand était Top Film, travaillant via sa filiale Monachia Film, qui était basée à Munich et n'a financé que deux autres films,.
Le synopsis de Six Femmes pour l'assassin aux Archives d'État italiennes et le scénario à la bibliothèque du Centro sperimentale di cinematografia sont crédités à Marcello Fondato et Giuseppe Barillà. Fondato avait déjà travaillé sur plusieurs comédies avant Six Femmes pour l'assassin, ainsi que sur le scénario du Masque du démon. Barillà est le coéditeur de la revue littéraire Elsinore. Curti suggère que les contributions de Barillà au scénario soient très limitées. Le budget prévisionnel joint aux documents soumis au ministère au début de la production mentionne Fondato et Bava comme co-auteurs de l'histoire et attribue le scénario à « Giuseppe Milizia », un nom qui n'apparaît dans aucun autre document. En revanche, les premiers titres du film créditent Fondato en tant qu'auteur de l'histoire et du scénario, tandis que les noms de Barillà et de Bava figurent en tant que collaborateurs,. Les documents ministériels indiquent que Bava a reçu 3 millions de lires en tant que coscénariste et 7 millions pour la réalisation, tandis que Fondato et Barillà ont reçu environ 1,5 million chacun pour l'écriture du scénario.
Lucas émet l'hypothèse que le film de 1958 Le Mannequin en rouge a pu influencer Six Femmes pour l'assassin. Les deux films décrivent en effet une série de meurtres sanglants dans le monde de la haute couture et plus techniquement, Lucas rapproche la manière des deux réalisateurs d'utiliser des filtres de couleurs pour créer des scènes et des ambiances très colorées. Curti réfute cette hypothèse puisque Le Mannequin en rouge n'a jamais été distribué en Italie, jugeant donc improbable que Bava ou les scénaristes n'aient vu le film,.

### Pré-production
Le film a fait appel à une distribution internationale. Elle comprend des Italiens (Arianna Gorini, Massimo Righi, Franco Ressel, Luciano Pigozzi, Giuliano Raffaelli, Francesca Ungaro et Enzo Cerusico), des Américains (Cameron Mitchell, Mary Arden, Dante Di Paolo et Harriet White Medin), des Allemands (Thomas Reiner, Lea Lander et Heidi Stroh (de)), l'actrice française Claude Dantes et l'actrice hongro-britannique Eva Bartok. Lea Lander, qui est présentée au générique sous le nom de « Lea Krugher » car elle est une cousine éloignée de l'acteur Hardy Krüger, déménage en Italie pour travailler sur le film. Elle parle positivement de sa collaboration avec Bava, mais elle est particulièrement enthousiaste à l'idée de travailler avec Bartok. Bartok est connue à l'époque pour son travail dans le film de Robert Siodmak Le Corsaire rouge, et Lander se souvient que Bartok gardait ses distances avec le reste de l'équipe, qu'elle avait sa propre salle de maquillage et que les acteurs et l'équipe devaient souvent l'attendre sur le plateau. La distribution comprend également quelques acteurs de caractère, dont beaucoup ont déjà travaillé avec Bava auparavant, comme Righi, qui jouait dans Le Masque du démon, DiPaolo, qui jouait un journaliste dans La Fille qui en savait trop, Ressel, qui avait joué des rôles secondaires dans Les Mille et Une Nuits, La Ruée des Vikings et La Fille qui en savait trop, et Pigozzi, qui jouait dans Le Corps et le Fouet,.
Reiner et Dantes sont ajoutés tardivement à la distribution, puisqu'ils reprennent les rôles initialement prévus pour Gustavo De Nardo et l'actrice française Yōko Tani, respectivement. Reiner, un acteur de formation classique dont l'expérience s'est principalement concentrée sur la télévision ouest-allemande et le doublage, se montre impressionné par les méthodes de travail de Bava, estimant que l'absence d'obligation d'enregistrer le son direct sur le plateau lui permet de filmer des plans de manière imaginative ; Reiner passe son temps libre à promener Centi, le chien basset hound de Bava, ce qui l'incite à en acheter un pour lui et sa femme à son retour en Allemagne. Curti écrit que le remplacement de Dantes pour Tani se fait de manière « précipitée », notant que, bien qu'elle ait été maquillée pour paraître asiatique, conformément à son personnage, ces efforts ont été entravés par sa forte mâchoire, ses pommettes larges et son apparence androgyne. Mitchell se souvient que Dantès lui a dit qu'elle souffrait de troubles alimentaires et qu'elle avait subi une procédure expérimentale d'amaigrissement à Paris un mois avant le début du tournage, au cours de laquelle « ils vous endorment pendant trois semaines, vous massent, vous donnent des pilules ou des injections pour vous détendre et cela vous aide à perdre du poids » ; Lucas corrobore ces propos en notant que Dantès semblait peser « au moins vingt kilos de plus » dans La jena di Londra, qu'elle avait tourné avant de travailler sur Six Femmes pour l'assassin.
Acteur régulier pour Bava, Mitchell est resté en contact avec le réalisateur depuis leur dernier projet ensemble, La Ruée des Vikings. Mitchell déclare « Il y avait une alchimie spéciale entre nous, Bava était l'une de mes personnes préférées sur la planète ». Mitchell déclare que l'humeur de Bava sur le plateau était géniale malgré les rumeurs selon lesquelles il avait récemment fait une dépression nerveuse, expliquant « Dans ce métier, franchement, tout le monde fait une dépression. Ceci dit, je crois que pour Bava, c'était plutôt sérieux ». Medin, une actrice récurrente de Bava qui joue le rôle de Clarice, la gouvernante, ne se souvient de rien de la production, mais avoue à Lucas qu'elle pensait que le film était « absolument horrible » et que « Quand vous arrivez à mon âge [...] la violence à l'écran perd toute valeur de divertissement qu'elle pouvait avoir quand vous étiez plus jeune et que vous vous considériez comme immortel et indestructible ». En raison du statut du film en tant que coproduction internationale, les revenus de la distribution n'ont pas été répartis équitablement : si Mitchell (et peut-être Bartok) sont payés en espèces au début de chaque semaine de tournage, et si les acteurs allemands sont entièrement remboursés pour leur séjour à Rome, de nombreux membres de la distribution, comme Arden, travaillent sous la promesse qu'ils seraient payés intégralement à la fin de la production, mais n'ont jamais reçu leur salaire.
L'équipe est composée de nombreux autres collaborateurs réguliers de Bava, dont le chef opérateur Ubaldo Terzano, le monteur Mario Serandrei et la costumière Tina Loriedo Grani.

### Tournage

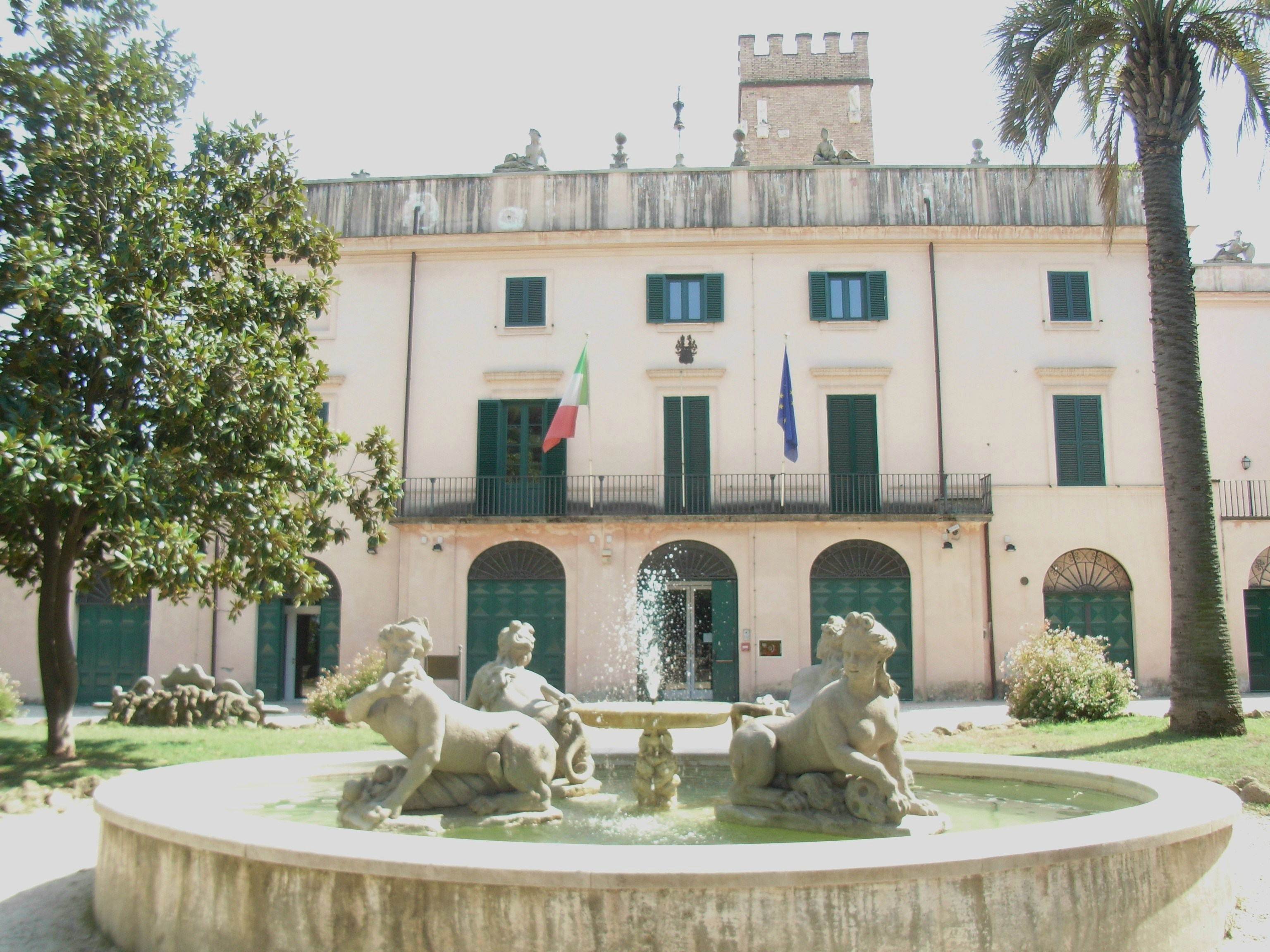
Les extérieurs de la maison de haute couture Christian sont filmés à la Villa Sciarra à Rome.

Lucas déclare que le tournage commence en novembre 1963, tandis que Curti estime qu'il débute le 26 septembre 1963,. Arden rappelle qu'elle termine de tourner ses scènes à peu près au moment de l'assassinat de John F. Kennedy le 22 novembre 1963. Alors que Lucas dit que le tournage s'est terminé à la mi-janvier 1964, les documents trouvés par Curti indiquent que la photographie principale se termine le 26 octobre 1963. Le film est tourné à Rome, les extérieurs de la maison de haute couture Christian sont filmés à la Villa Sciarra, les intérieurs au Palazzo Brancaccio, et d'autres scènes aux studios A.T.C.. Des scènes comme celle du magasin d'antiquités sont tournées dans un entrepôt d'accessoires cinématographiques.
Bien qu'il s'agisse d'une production européenne, la majorité des acteurs étrangers du film ont récité leurs dialogues en anglais afin d'en assurer la commercialisation internationale. Arden parle du scénario en disant que « l'Italien qui l'a écrit n'avait pas une grande connaissance de la conversation américaine ou anglaise, et que le scénario était donc plein d'erreurs ». Arden parle couramment trois langues et réécrit les dialogues anglais elle-même pour rendre service à Bava pendant le tournage afin qu'ils aient plus de sens. Pour les scènes violentes du film, Arden se souvient avoir effectué la plupart de ses propres cascades. Il s'agit notamment de scènes où elle doit tomber sur un matelas qui est placé sous elle au dernier moment. L'équipe se trompait souvent de moment, ce qui fait qu'Arden est meurtrie lors des reprises ultérieures. Le coordinateur des cascades du film, Goffredo Unger, explique que Bava doit souvent gérer des acteurs qui veulent faire leurs propres cascades. Lorsque les acteurs demandent à faire des scènes de lutte, il ne les filme que brièvement, avant de leur dire qu'il a déjà toutes les séquences dont ils ont besoin. Mitchell se souvient que Bava réalise les travellings du film en montant la caméra sur un chariot pour enfants, tandis que les plans de grue sont réalisés à l'aide d'une balançoire de fortune qui permet de contrebalancer la caméra portées par les membres de l'équipe. Curti conteste l'idée de l'utilisation d'un chariot sur le film, Lamberto Bava ayant déclaré dans un commentaire audio du DVD italien que les caméras utilisées sont des Mitchell, qui auraient été trop lourdes pour être montées sur un tel dispositif (contrairement aux Arriflex, plus légères),.
Il faut quatre heures au maquilleur Emilio Trani pour appliquer des fausses brûlures sur le visage d'Arden dans les séquences où elle incarne un cadavre ; celles-ci nécessitent cinq jours de tournage. Pour éviter d'avoir à ajouter et à enlever le maquillage chaque jour, Arden le laisse sur son visage les derniers jours du tournage ; elle se souvient que son apparence maquillée terrifie sa mère, qui séjourne avec elle à Rome. Un accident survenu pendant le tournage de ces séquences laisse à Arden une cicatrice permanente sur le nez. Dans la scène où Greta découvre le corps de Peggy dans le coffre de sa voiture, Bava demande à Lander d'attendre que la porte du coffre soit complètement ouvert (ce qui est indiqué par un clic dans le mécanisme) avant de sauter et de reculer, car la porte est dotée d'un ressort puissant qui la fait retomber rapidement en place s'elle n'est pas retenue. Dans sa nervosité, Lander ne réussit pas à ouvrir complètement le coffre, et la clenche de la porte frappe Arden au visage, manquant de peu son œil. Arden devient alors hystérique, ce qui incite Bava à arrêter immédiatement le tournage et à la calmer en lui mettant de la glace sur le visage tout en la serrant dans ses bras.

## Exploitation
La première de Six Femmes pour l'assassin a lieu à Rome le 14 mars 1964. Pendant la post-production du film, le titre est passé de L'atelier della morte à 6 donne per l'assassino,. Le titre à l'écran et les documents ministériels mentionnent le film sous le titre 6 donne per l'assassino, tandis que certains documents promotionnels y font référence sous le titre Sei donne per l'assassino, un titre qui a depuis été utilisé dans des revues, des essais et des ouvrages de référence. Unidis distribue le film en Italie et Curti déclare qu'il n'a pas fait recette. Il enregistre 681 592 entrées, ce qui totalise 137 millions de lires italiennes de recettes et en fait le 161e film le plus populaire en Italie au box-office Italie 1963-1964 ; Curti parle des recettes comme n'étant pas suffisantes pour faire des émules dans le cinéma italien, mais suffisantes pour qu'Emmepi récupère son investissement. Gloria Film sort le film en Allemagne de l'Ouest le 27 novembre 1964 sous le titre Blutige Seide (litt. « Soie sanglante ») et Les Films Marbeuf le distribue en France le 30 décembre 1964,.

### Accueil critique
Le film reçoit un bon accueil critique à l'étranger lors de sa sortie. Les commentaires se concentrent sur l'utilisation de la photographie et le sadisme des meurtres.
Mario Bava déclare avoir ri lorsque les critiques des Cahiers du cinéma lui ont demandé s'il y avait un rapport entre le balancement de l'enseigne de l'atelier en ouverture du film et le balancement du combiné téléphonique dans le dernier plan.
Plus récemment, Alberto Pezzotta a noté que « dès le générique, les personnages sont confondus avec les mannequins de l'atelier, et ils se ressemblent tous. Le meurtrier et le policier s'habillent de la même façon, et il est donc facile de les confondre ».
Le magazine Nocturno écrit : « Étant un film qui codifie un genre, Six femmes pour l'assassin semble aujourd'hui largement déjà vu : de la robe de la meurtrière à la sérialité des meurtres, tout a été absorbé et parfaitement digéré par des cinéastes ultérieurs ».

## Postérité et influence
Curti estime que le film n'a pas connu le succès commercial nécessaire pour inspirer une vague d'œuvres semblables lors de sa sortie initiale. Alors que certains critiques comme Lucas suggèrent que l'utilisation de la couleur par Bava a influencé les nouveaux films krimi à être tournés en couleur, comme Le Bossu de Londres d'Alfred Vohrer, il n'y a pas de documentation qui suggère que le changement peut être attribué à Six Femmes pour l'assassin. Les gialli sortis dans le sillage immédiat de la sortie du film ont été plus classés comme des variations sur les thèmes des films d'Alfred Hitchcock, comme Le Boeing décolle à seize heures de Silvio Amadio ou Crimine a due (it) de Romano Ferrara.
Parmi les quelques œuvres directement influencées par Six Femmes pour l'assassin, le cinquième numéro du fumetto nero Kriminal, qui reprend la même intrigue que le film,. Pendant ce temps, les films italiens qualifiés de gialli sortis à la fin des années 1960, comme les films d'Umberto Lenzi avec Carroll Baker (Une folle envie d'aimer, Si douces, si perverses et Formule 1) et Perversion Story de Lucio Fulci, se concentrent sur l'érotisme plutôt qu'ils imitent les scènes de meurtre de Bava. Ce n'est qu'avec le succès du film de Dario Argento, L'Oiseau au plumage de cristal (1970), que le cinéma giallo est devenu une tendance majeure du cinéma italien,. Le film d'Argento emprunte des éléments à Six Femmes pour l'assassin, notamment ses scènes de meurtre. Les gialli sortis après L'Oiseau au plumage de cristal montrent une influence plus forte de Six Femmes pour l'assassin, comme La Peur au ventre de Roberto Bianchi Montero, Cinq Femmes pour l'assassin de Stelvio Massi et Au-delà du désir de Renato Polselli.
La scène du film impliquant le meurtre de Tao-Li dans une baignoire a été par la suite référencée ou utilisée dans d'autres longs métrages. Une référence connue est la scène d'ouverture de Matador de Pedro Almodóvar, où l'on voit le personnage d'Eusebio Poncela se masturber en regardant des extraits du film de Bava à la télévision. Cette scène a été reproduite à l'identique dans d'autres films, dont Happy Birthday : Souhaitez ne jamais être invité de J. Lee Thompson, Deux Yeux maléfiques d'Argento et Kundun de Martin Scorsese.